# Dirk De fauw
Dirk Marc Luc De fauw (Varsenare, 7 december 1957) is een Belgische CD&V-politicus. Hij is de zoon van Hilaire De fauw, die achtereenvolgens ACW-personeelslid, gemeenteraadslid van Sint-Andries, provincieraadslid in West-Vlaanderen en gedeputeerde was van diezelfde provincie. Dirk De fauw studeerde rechten en werd advocaat.

## Loopbaan
- Gemeenteraadslid van Brugge sinds 1983.
- Provincieraadslid West-Vlaanderen vanaf 1986.
- In 1991 werd hij fractieleider voor de CD&V in de West-Vlaamse provincieraad.
- Na de provinciale verkiezingen van 21 oktober 1994 aangewezen als ondervoorzitter van de provincieraad.
- Schepen van Openbare Werken in de stad Brugge van 1995 tot 2000.
- Van 2001 tot en met 2012 lid van de bestendige deputatie van de provincie West-Vlaanderen.
- Sinds 2013 schepen van welzijn, diversiteit en Noord-Zuidbeleid, tevens OCMW-voorzitter in Brugge en dit tot einde 2018.

Begin 2011 werd hij aangewezen als CD&V-lijsttrekker voor de gemeenteraadsverkiezingen van oktober 2012. Daarmee was hij kandidaat-opvolger van de toenmalige burgemeester en partijgenoot Patrick Moenaert. Sp.a kreeg bij de verkiezingen echter nipt meer stemmen dan CD&V, waardoor De fauw, volgens de gemaakte afspraak, geen burgemeester werd. Onder Landuyt was hij schepen en OCMW-voorzitter; zijn mandaat als gedeputeerde zette hij vanwege de onverenigbaarheid niet voort.
Bij de gemeenteverkiezingen van 14 oktober 2018 kwam de CD&V als voornaamste partij naar voren. De fauw bereikte een coalitieakkoord met de lijsten van de sp.a en Open Vld, waarbij een meerderheid tot stand kwam die hem voordroeg als toekomstig burgemeester. Sinds 1 januari 2019 is hij burgemeester van de stad Brugge.
In de hoedanigheid van voorlopig bewindvoerder werd hij door de betrokken persoon op de ochtend van 20 juni 2020 neergestoken, waarbij hij werd geraakt in de hals. De vermoedelijke dader werd onmiddellijk opgepakt en het parket van Brugge startte een onderzoek wegens poging tot moord. De man werd als ontoerekeningsvatbaar in een psychiatrische instelling opgesloten.
Bij de lokale verkiezingen van 2024 won zijn CD&V-lijst 6,5 procentpunt en werd zo opnieuw de grootste in Brugge. De fauw kon daardoor zijn mandaat als burgemeester verlengen, deze keer alleen met Vooruit (de opvolger van de sp.a) als coalitiepartner.